# Генг-бенг

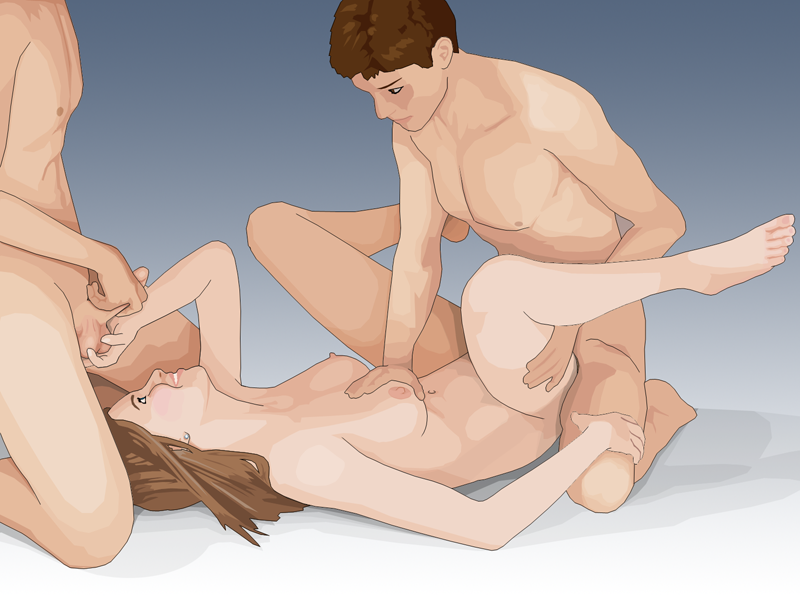
Генг-бенг, жінка з двома чоловіками; ЧЖЧ — подвійне проникнення

Генг-бенг (англ. gang bang, групове згвалтування) — вид групового сексу, коли людина одночасно перебуває в статевому акті з кількома партнерами. Якщо людина не дала на це згоду, то це — групове зґвалтування. Найчастіше під поняттям генг-бенг розуміють секс між жінкою (або пасивним партнером хлопцем / чоловіком) та групою чоловіків понад троє.

## Походження

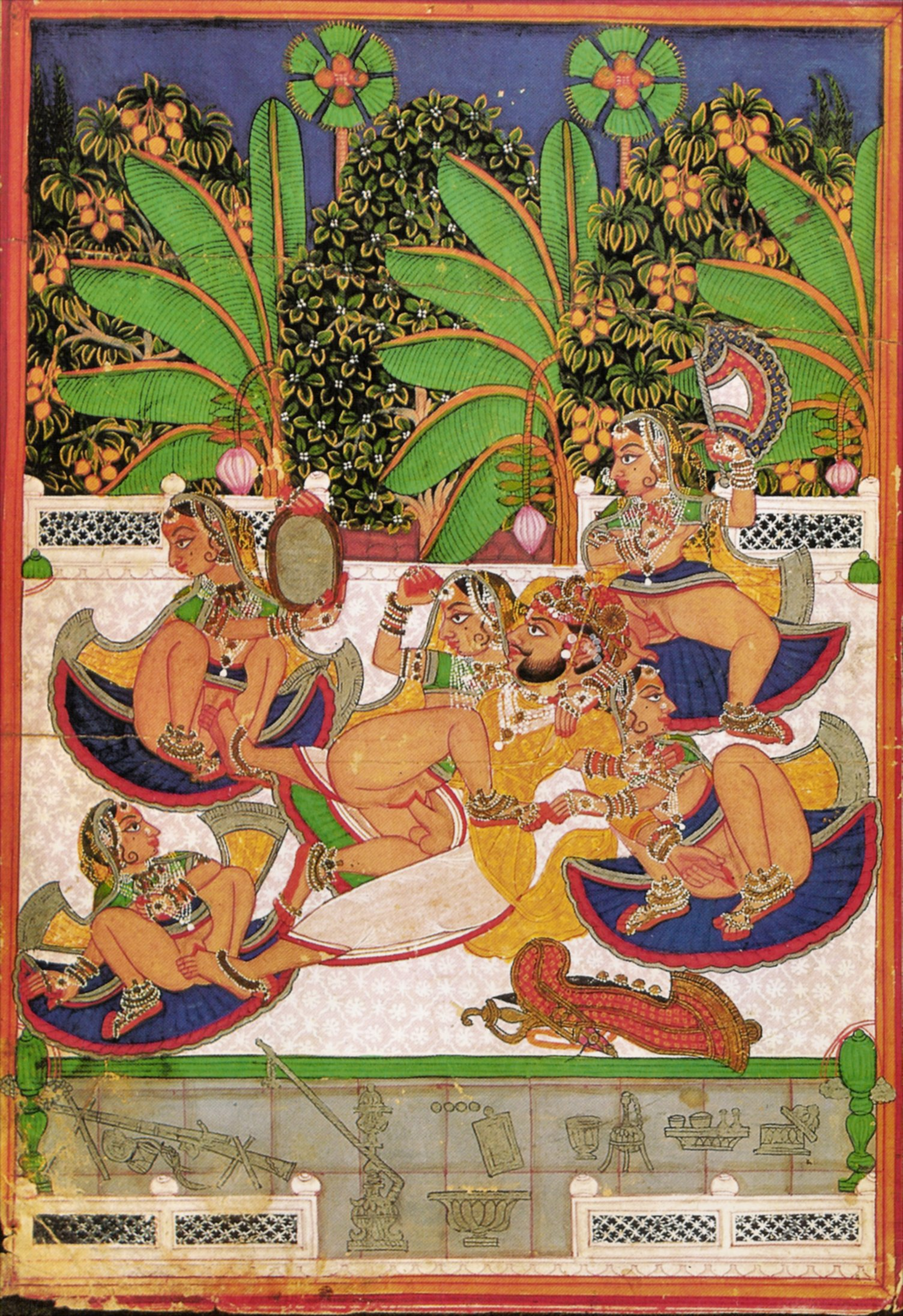
Раджа з 5 дівчатами

1995 року з виходом порнофільму «The World's Biggest Gangbang» у порнографії генг-бенг набув значного поширення. Найбільші генг-бенги влаштовуються порностудіями і знімаються. Генг-бенг є також звичним у свінгер-спільноті. В Японії набуло популярності так зване буккаке — оральний секс з еякуляцією на обличчя за участю жінки та групи чоловіків, можливо по черзі.

## Різновиди
- Якщо сексом займаються троє людей, це зазвичай називають тріолізм, або "секс утрьох" (англ. threesome), четверо людей - "секс учотирьох" (англ. foursome).
- Жінка з трьома чоловіками («3ЧЖ») — потрійне проникнення, жінка з двома чоловіками (ЧЖЧ) — подвійне проникнення.
- Зворотний (реверсивний) генг-бенг (англ. Gang Bang Reverse) - один чоловік і кілька жінок[2].
- Буккаке — генг-бенг з метою досягнення (майже) одночасної еякуляції або швидкої послідовності еякуляцій усіх учасників-чоловіків на центрального учасника (жінку або чоловіка)[3].
- Генг-бенг запліднення (англ. Gang Bang Insemination) - кілька чоловіків, які по черзі еякулюють у вагіну однієї жінки.
- Гомосексуальний генг-бенг (англ. Gang Bang Gay) - чоловік з кількома чоловіками або жінка з кількома жінками[4].

## Практика

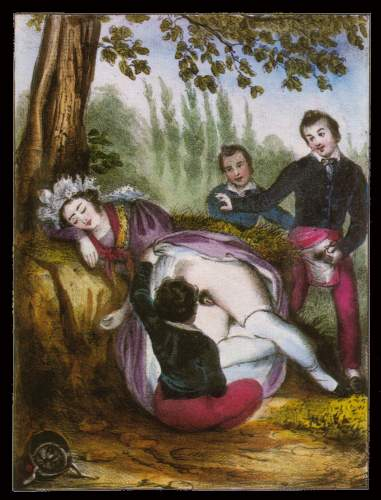
На природі. Автор Ашіль Деверіа, 1833

Генг-бенг не визначається точною кількістю учасників, але зазвичай передбачається починаючи з трьох осіб до десятка і більше. 
Генг-бенг відрізняється від групового сексу, наприклад, утрьох або вчотирьох, тим, що більшість статевих актів (якщо не всі) під час генг-бенгу орієнтується на центрального учасника та відбувається з ним. Хоча учасники генг-бенгу можуть бути знайомі, часто спонтанність і анонімність учасників відіграє привабливу роль. Крім того, зазвичай інші учасники не займаються сексом один з одним, але можуть стояти поруч і мастурбувати, чекаючи можливості зайнятися сексом.

## У порнографії
Хоча з 1980-х було знято безліч генг-бенг порнофільмів, у них зазвичай беруть участь не більше 5-10 осіб. Однак з The World's Biggest Gangbang (1995) з Аннабель Чонг порноіндустрія почала виробляти серію фільмів, які нібито встановлюють рекорди генг-бенгу за кількістю послідовних статевих актів, здійснених однією людиною протягом короткого проміжку часу.
Такі фільми були фінансово успішними, отримуючи AVN Awards як найбільш продавані порнофільми року; однак факти були необґрунтованими, і претензії на рекорди часто вводять в оману. Колишня американська порноакторка Жасмін Сент-Клер (Jasmin St. Claire) описала свій "рекорд", нібито встановлений із 300 чоловіками в World's Biggest Gang Bang 2, як один із найбільших обманів, коли-небудь знятих у порнобізнесі: за її словами, лише 30 чоловіків були зафільмовані, тільки 10 із яких справді могли виконувати секс перед камерою.
Підтверджений рекорд належить американській порноакторці Лізі Спаркс, яка 16 жовтня 2004 року на шоу "Еротикон" у Варшаві здійснила статевий акт із 919 чоловіками за 22 години. Журі, що складалося з чоловіків і жінок, змінювалося протягом дня, щоб вести облік партнерів; статевий акт вважався підтвердженим, якщо тривав довше 30 секунд.